# Льюїстон (селище, Нью-Йорк)
Льюїстон (англ. Lewiston) — селище (англ. village) в США, в окрузі Ніагара штату Нью-Йорк. Населення — 2531 особа (2020).

## Географія
Льюїстон розташований за координатами 43°10′19″ пн. ш. 79°2′22″ зх. д. / 43.17194° пн. ш. 79.03944° зх. д. (43.171869, -79.039561).  За даними Бюро перепису населення США в 2010 році селище мало площу 3,20 км², з яких 2,84 км² — суходіл та 0,36 км² — водойми.

## Демографія
Згідно з переписом 2010 року, у селищі мешкала 2701 особа в 1289 домогосподарствах у складі 663 родин. Густота населення становила 844 особи/км².  Було 1372 помешкання (429/км²).
Расовий склад населення:
| - 95,8 % — білих - 1,4 % — чорних або афроамериканців - 1,1 % — азіатів - 0,7 % — корінних американців |

До двох чи більше рас належало 1,0 %. Частка іспаномовних становила 1,4 % від усіх жителів.
За віковим діапазоном населення розподілялося таким чином: 16,5 % — особи молодші 18 років, 57,3 % — особи у віці 18—64 років, 26,2 % — особи у віці 65 років та старші. Медіана віку мешканця становила 48,3 року. На 100 осіб жіночої статі у селищі припадало 80,5 чоловіків;  на 100 жінок у віці від 18 років та старших — 76,5 чоловіків також старших 18 років.
Середній дохід на одне домашнє господарство  становив 73 365 доларів США (медіана — 53 704), а середній дохід на одну сім'ю — 96 765 доларів (медіана — 75 313). Медіана доходів становила 54 470 доларів для чоловіків та 42 872 долари для жінок. За межею бідності перебувало 6,8 % осіб, у тому числі 3,5 % дітей у віці до 18 років та 11,0 % осіб у віці 65 років та старших.
Цивільне працевлаштоване населення становило 1326 осіб. Основні галузі зайнятості: освіта, охорона здоров'я та соціальна допомога — 27,6 %, роздрібна торгівля — 17,3 %, мистецтво, розваги та відпочинок — 12,9 %.